# Arzachel (album)
Az Arzachel az Egg együttes tagjainak Arzachel név alatt kiadott lemeze.

## Története
A lemezt 1969 nyarán készítették. Az együtteshez még csatlakozott 
Steve Hillage gitáros is. Mivel mindegyik tagnak szerződése volt a Decca lemezkiadóval, 
ezért álnéven voltak kénytelenek elkészíteni az album hanganyagát. Így alakult meg az 
Arzachel, amelynek nevét egy holdkráter ihlette. Kiváló progresszív rock album, mely
az 1960-as évek végén komoly zenei élményt tudott nyújtani, a korai space-rock (Űr), valamint a néhol erőteljes pszichedelikus gitár témáival. A kellemes gitárrészek és az orgonaszólók elrepítik a hallgatót a pszichedelika és a progresszív zene birodalmába. Erre a legjobb példa az album utolsó, tizenhét perces imrpovizációja, a Metempsychosis (Lélekvándorlás), de a többi szerzemény is méltó a meghallgatásra. Valójában nem is a dalszövegek, hanem maga a zene és annak igényessége dominál az albumon. A lemezt néha a Pink Floyd korai munkásságához (Ummagumma, Atom Heart Mother) hasonlítják, azonban ez egy önálló, független darab, amelyet semmihez sem lehet viszonyítani. Összességében elmondható, hogy az Arzachel lemez, zenei szemszögből, egy korát megelőző album volt.
Kiadás szempontjából sok utánnyomás készült belőle, de ezek érdekessége, hogy csak kis
példányszámot készítettek. Ezek különböző kiadók által, különböző színű borítókkal 
és címkékkel jelentek meg. Az eredeti, Evolution Records által kiadott első változatból egy 
megkímélt, szép példány egy kisebb vagyonnal ér fel. 
Magyarországon is ritkaságnak számít ez a remek album.

## Az album dalai
Mindegyik dalszöveget, illetve zenét az Arzachel együttes szerezte, kivéve azokat, amelyek jelölve vannak.

### Első oldal
1. Garden Of Earthly Delights – 2:47
2. Azathoth – 4:25
3. Queen St. Gang (Keith Mansfield) – 4:29. A szám eredeti címe Queen Street Gang Theme volt!
4. Leg – 5:45

### Második oldal
1. Clean Innocent Fun – 10:31
2. Metempsychosis – 16:51

## Közreműködők
- Simeon Sasparella (Steve Hillage) – gitár, ének
- Njerogi Gategaka (Mont Campbell) – basszusgitár, ének
- Sam Lee (Dave Stewart) – orgona
- Basil Dowling (Clive Brooks) – dob

## Kiadások
| Év   | Kiadó               | Formátum | Katalógus szám | Megjegyzések                                                                                   |
| ---- | ------------------- | -------- | -------------- | ---------------------------------------------------------------------------------------------- |
| 1969 | Evolution Records   | LP       | Z 1003         | Az első hivatalos kiadás, amely az Egyesült Királyságban jelent meg, szürke színű borítóval.   |
| 1970 | Roulette Records    | LP       | SR-42036       | Az első kiadás az USA-ban. (Sötét rózsaszínű borítóval!)                                       |
| 1970 | Evolution Records   | LP       | Z 1003         | Utángyártott verzió az Egyesült Királyságban. (A borító színe: fekete-fehér!)                  |
| 1970 | Vogue Schallplatten | LP       | LDVS 17218     | Az első Németországban megjelent kiadás, sötétkék színű borítóval.                             |
| 1972 | Bellaphon           | LP       | BLPS 19113     | Más lemezcég által kiadott német kiadás, vörös színű borítóval.                                |
| 1992 | TRC Records         | CD       | TRC 021        | Az első német CD-változat, bordó színű tokkal.                                                 |
| 1994 | Drop Out Records    | CD       | DOCD 1983      | Az első CD-verzió az Egyesült Királyságban. A borító színe: világoskék.                        |
| 2000 | Канкард             | CD       | KDCD 641       | Első CD-kiadás Oroszországban. A borító színe: kék.                                            |
| 2002 | Akarma              | CD       | AK 184         | Az első CD-változat Olaszországban, melyet kék és rózsaszínű borítókkal jelentettek meg.       |
| 2002 | Akarma              | LP       | AK 184         | Remastered (korszerűsített) LP-verzió. Olaszországban jelent meg világos rózsaszínű borítóval. |

## Külső hivatkozások
- Albumelemzés (angol!)
- Az Arzachel lemez kiadott változatai
- A teljes "Arzachel" album (1969). YouTube [halott link]